# Gurdwara

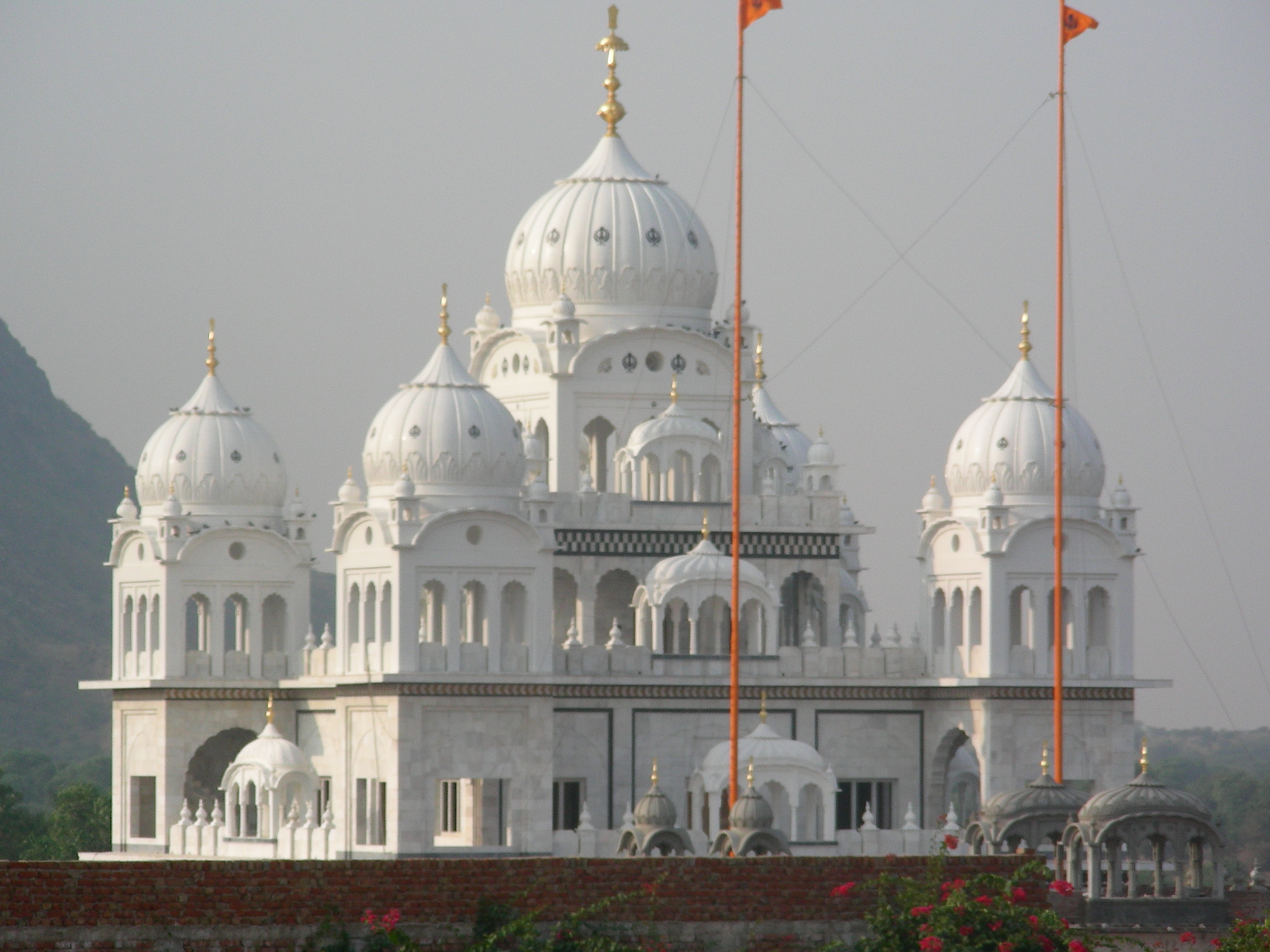
En gurdwara.

En gurdwara är ett sikhiskt gudshus vilket, utöver ett utrymme för gudstjänst, vanligtvis har lokaler för studier, matsal och sovsalar för pilgrimer. I gurdwaran har man huvudet täckt och fötterna bara och rena.
Alla platser där skriften bevaras kallas gurdwara, även när det bara rör sig om ett rum i ett sikhiskt hem. Det kan även vara så att det finns ett tempel i gurdwaran, som i Amritsar. Man äter måltider som kallas langar, tillsammans i matsalen i gurdwaran sida vid sida, oavsett rang eller kön eller religion, som en symbolhandling för den sikhiska jämlikhetstanken.

## Bilder

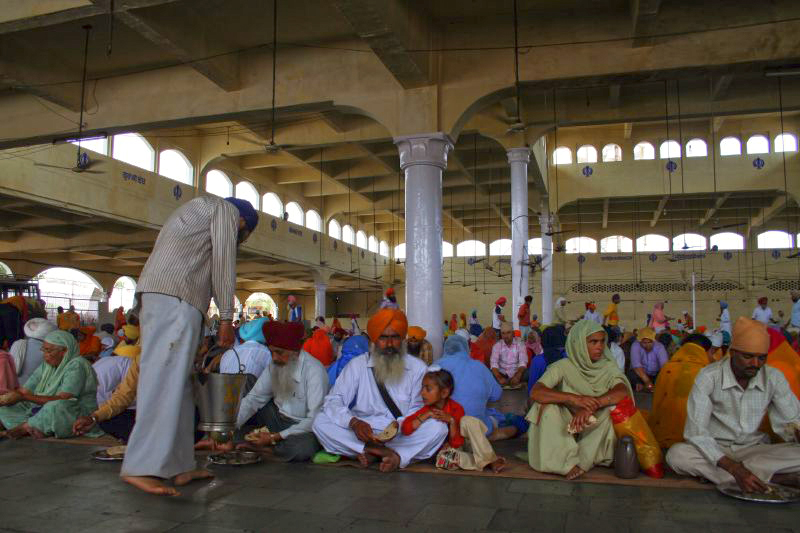
Lunch i en gurdwara.
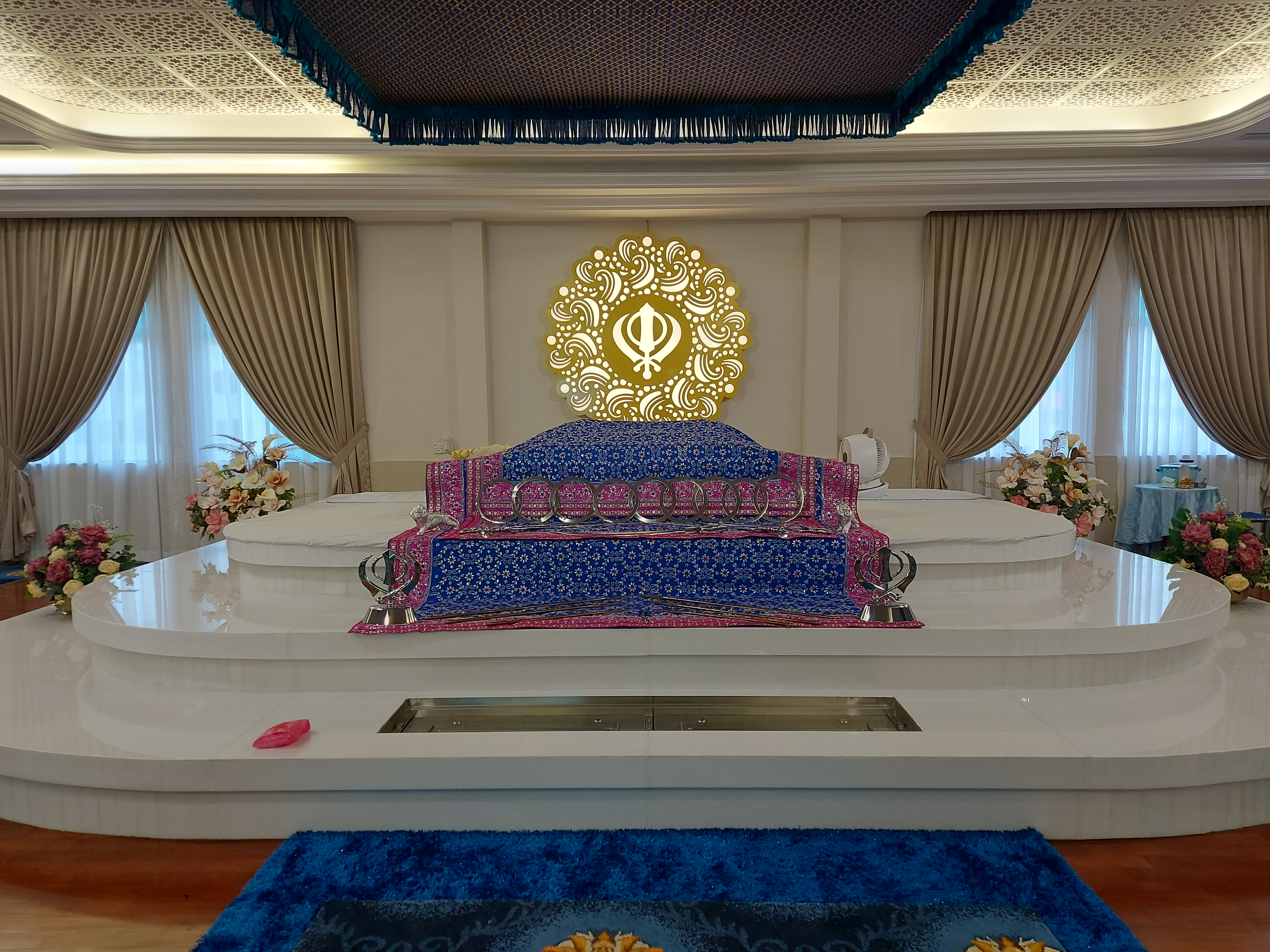
Inuti gurdwaran i Johor Bahru.
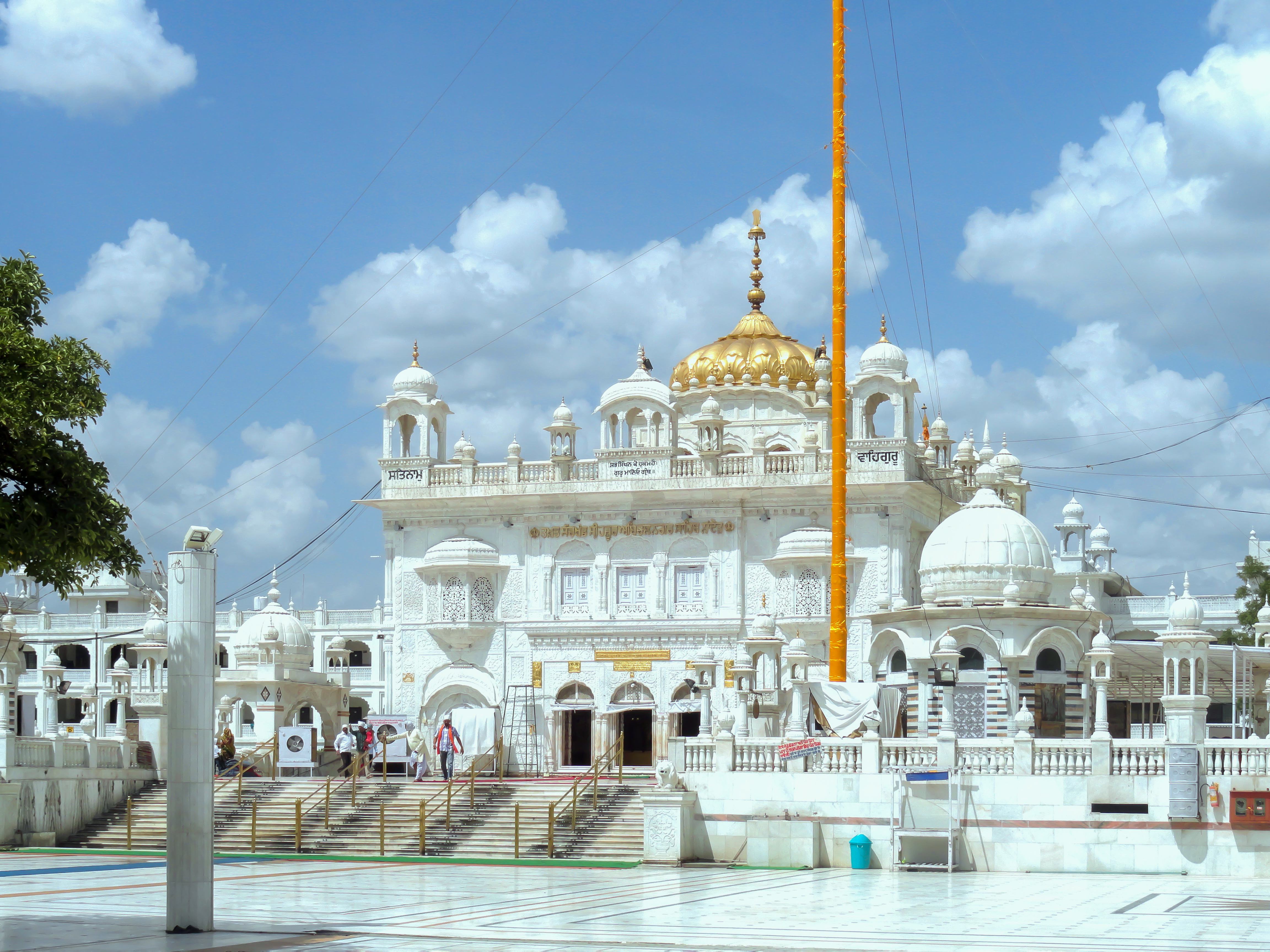
Shri Hazoor Sahib i Indien.
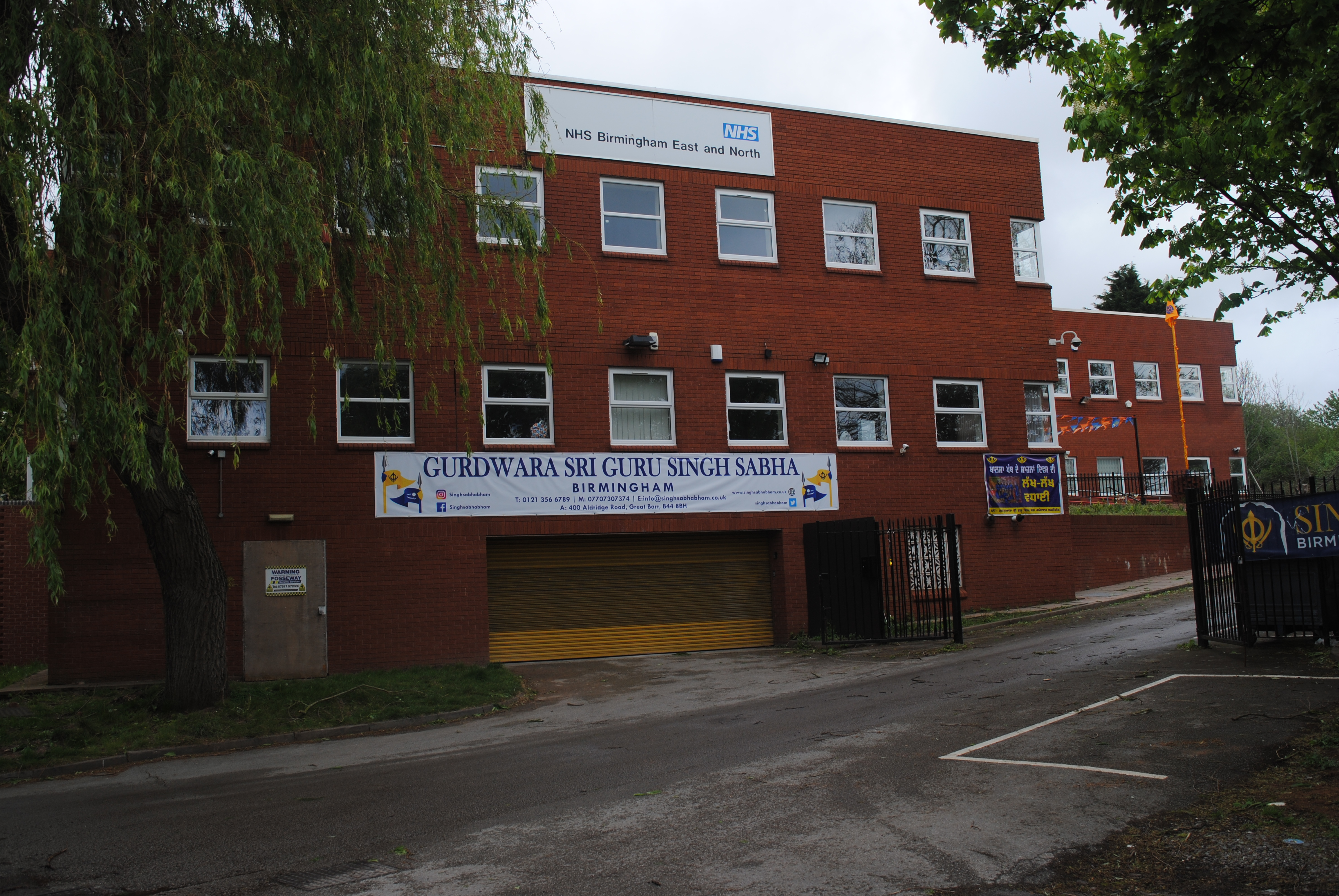
Tidigare kontor som blivit en gurdawara i Birmingham.